# 尼康D7100
尼康D7100是一部尼康制造的两千四百万像素级别的数位单眼相机，发布于2013年2月21日。

## 規格一览
- 2.41千万像素尼康DX幅面CMOS感光元件[3]
- 尼康EXPEED 3影像处理器
- Full HD1080p(30/24 FPS)支持，最长29分钟59秒(12Mbps)拍摄、全高清1080i(60FPS)短片拍摄，并支援拍片时自动对焦( AF- F)及手动曝光
- 改善宽容度的D-Lighting技术
- 两档用户设置记忆
- 3.2英寸122.9万像素RGBW TFT LCD屏幕，170°超宽可视范围
- Live View拍摄模式
- 最高7张每秒连拍速度(1.3x 裁切模式JPEG/12bit-NEF RAW)
- 2016像素RGB 带场景识别3D彩色测光系统II
- Multi-CAM 3500DX 自动对焦模块，51个对焦点，包含15个十字对焦点[3]
- Live View下可启用脸部识别对焦拍摄
- 感光度从100至6400（可扩展至25600）
- 双SD卡插槽，兼容SDXC及UHS-1标准
- 全天候镁合金机身（仅机背及机顶为金属，即机器顶盖，后盖：镁合金材质）
- 内建感光元件清洁系统
- 取消低通濾鏡，令影像更為細膩
- 支持GPS单元直接连接
- 文件格式:JPEG，NEF（尼康自有RAW格式，12/14-bit采样），MOV(视讯编码H.264，音频编码Linear PCM）[3]
- EN-EL15 锂离子电池，一次约可拍攝950张（CIPA測試方法）
- 镜头兼容：尼康F卡口，AF-S，AF-I，AF-D，手动AI/AIS（内建测光）

### 可选附件
- ML-L3 无线(红外线)遥控器，MC-DC2 快门线
- MB-D15 电池手柄
- GP-1 GPS 单元
- 尼康Speedlight 闪光灯（兼容尼康CLS创意闪光灯系统）
- 其他尼康或第三方附件，如保护罩，目镜适配器，兼容镜头以及防水套装等[3]

## 引用
1. ↑  . Nikon Corporation. February 21, 2013  [2013-10-17]. （原始内容存档于2013-04-29）.
2. ↑  海盗. . 照相机. 2013, (第5期): 20-24. ISSN 1009-2250.
3. 1 2 3 4  NIKON. .   [2013-10-17]. （原始内容存档于2013-04-29）.